# Desamparados (ort)
Desamparados är en ort i Costa Rica.   Den ligger i provinsen Alajuela, i den centrala delen av landet, 50 km väster om huvudstaden San José. Desamparados ligger 281 meter över havet och antalet invånare är 14 448.
Terrängen runt Desamparados är huvudsakligen kuperad, men åt sydväst är den platt. Runt Desamparados är det glesbefolkat, med 16 invånare per kvadratkilometer. Närmaste större samhälle är San Rafael, 13,6 km norr om Desamparados. Omgivningarna runt Desamparados är en mosaik av jordbruksmark och naturlig växtlighet.